# Job Sanderson
Job Sanderson ist/war ein US-amerikanischer Filmtechniker, der 1965 mit einem Oscar für technische Verdienste geehrt wurde, einer Auszeichnung, die herausragende Leistungen auf dem Gebiet der Verbesserung technischer Geräte und Methoden in der Filmwirtschaft würdigt.

## Berufliches
Im Jahr 1965 erhielt Sanderson den Technik-Oscar zusammen mit Carl W. Hauge, Edward H. Reichard und Sidney P. Solow „for the design of a Proximity Cue Detector and its application to motion picture printers“ (für das Design eines Proximity-Cue-Detektors und seine Anwendung auf Filmdrucker) sowie „for the design and development of a versatile Automatic 35 mm Composite Color Printer“ (für den Entwurf und die Entwicklung eines vielseitigen automatischen 35-mm-Composite-Farbdruckers). Die Männer waren zu der Zeit allesamt Mitarbeiter von Consolidated Film Industries.
Über Job Sandersons Ausbildung, seinen Werdegang und darüber, was er vor und nach der ihm zuerkannten Auszeichnung getan hat, liegen keine Erkenntnisse vor.

## Auszeichnung
Erklärung: Klasse II bedeutet, der Preisträger erhält keine Oscar-Statuette wie in Class I und auch kein Zertifikat wie in Class III, sondern eine Oscar-Plakette. 
- Technical Achievement Award 1965: Auszeichnung Oscar, Class II für Job Sanderson, Hauge, Reichard und Solow